# Thành Bộ
Huyện tự trị dân tộc Miêu Thành Bộ (tiếng Trung: 城步苗族自治县; bính âm: Chéng bù miáozú zìzhìxiàn) là một huyện tự trị được chỉ định cho người Miêu (H'Mông) thuộc địa cấp thị Thiệu Dương, tỉnh Hồ Nam, Trung Quốc.

### Trấn
- Nho Lâm (儒林镇)
- Mao Bình (茅坪镇)
- Tây Nham (西岩镇)
- Tô Khẩu (丹口镇)
- Trường An Dinh (长安营镇)
- Ngũ Đoàn (五团镇)

### Hương
- Tưởng Phường (蒋坊乡)
- Kim Tử (金紫乡)
- Uy Khê (威溪乡)
- Lan Dung (兰蓉乡)
- Bạch Mao Bình (白毛坪乡)
- Đinh Bình (汀坪乡)